# (7921) Huebner
(7921) Huebner (1982 RF) – planetoida z pasa głównego asteroid okrążająca Słońce w ciągu 3,74 lat w średniej odległości 2,41 j.a. Odkryta 15 września 1982 roku.